# Marco Semprônio Tuditano (cônsul em 240 a.C.)
Marco Semprônio Tuditano (em latim: Marcus Sempronius Tuditanus) foi um político da gente Semprônia da República Romana eleito cônsul em 240 a.C. com Caio Cláudio Centão. "Tuditano" era o cognome de uma família plebeia da gente Semprônia. 

## Consulado (240 a.C.)
Marco Semprônio foi eleito cônsul em 240 a.C. com Caio Cláudio Centão, o primeiro ano depois do final da Primeira Guerra Púnica e para o qual não há registro de feitos importantes.

## Censor (230 a.C.)
Foi eleito censor em 230 a.C. com Quinto Fábio Máximo Verrugoso.